# Nicolas Thyrel de Boismont
Nicolas Thyrel de Boismont (Rouen, 12 de junho de 1715 — Paris, 20 de dezembro de 1786) foi um abade e orador francês.